# Marcedes Lewis
Pour les articles homonymes, voir Lewis.
(en) Statistiques sur pro-football-reference
Marcedes Alexis Lewis, né le 19 mai 1984 à Los Alamitos, est un joueur professionnel américain de football américain.
Depuis la saison 2018, ce tight end joue en National Football League (NFL) pour la franchise des Packers de Green Bay après avoir joué de 2006 à 2017 pour les Jaguars de Jacksonville.